# Vaujany
Vaujany là một xã thuộc tỉnh Isère, trong vùng Rhône-Alpes ở đông nam nước nước Pháp. Xã này nằm ở khu vực có độ cao từ 752-3464mét trên mực nước biển. Theo điều tra dân số năm 1999 của INSEE, xã có dân số 311 người.

## Liêt kết ngoài
- vaujany.co.uk